# ケル・アイル
ケル・アイル（Kel Aïr)は、半遊牧民であるトゥアレグの部族連合である。アイル山地を中心とした地域を支配していた。(現在のニジェールにあるアイル山塊)
11世紀以降に形成されたケル・アイルは、アイル地方に最初に到着したトゥアレグの一つである。彼らは後にゴビール(ゴビラワ)や他の南方の国々の人々と同定することが可能な、ハウサ人をアイル山地から追い出した。ケル・アイルはアソデ、アガデス、イン・ガル、ティミア、イフェルアネの貿易と農業の中心地に居住している定住民を支配していた。ソンガイ帝国は1500年にアガデス、イン・ガルをはじめ、ケル・アイル南方と西方の拠点を押さえたが、世紀末にはこの地域の支配権を喪失した。ケル・グレス、テセン、イサンダラン連合とともにケル・アイルはこの地域を支配し、アガデス・スルタン国の創設を援助した。 1740年、大規模な連合であるケル・オウェイ部族連合がアソデの町を破壊し、アガデスを略奪し、アガデス・スルタン国を支配下に置き、ケル・アイルを南方と西方に分散させて移住させた。その後、ケル・アイル部族連合はケル・オウェイの領主であるアナスタフィデトに宗主権下に直接、置かれることになった。1850年代から1890年代にかけて、ケル・オウェイとアイル中部は再びケル・アイルの支配下に置かれ、アイルは再びアガデス、クアールオアシスそしてアザライの塩キャラバンを支配下とし、それを維持した。
1980年代時点で、ケル・アイルの人口は推定で55,000人から20,000人と幅があるが、これはどの部族をケル・アイルに含めるか、またトゥアレグ集団が少なくともニジェールの独立まで支配していた定住民、イケランをケル・アイルに含めるかどうかという判断に左右されることが一因である。

## 現存しているケル・アイルの集団
アイルの西方、タメスナ平原:
- ケル・ガルス
- ケル・タデレ
- ケル・タマト(現在ではケル・オウェイと同一視されることも多い) 1979年時点で4,800人
  - イカズカザン (一部はアーリットの付近を中心としている)、他の支族はジンデール付近で、南方のケル・ウリ/ケル・グレスと関連付けられる。

アイルの南西 :
- ケル・ファデイ (チムウメネを中心とし、イン・ガル周辺で遊牧生活を送っている)  1979年時点で1,780人
- イグダレン (一部) イグダレンの支族は多くのトゥアレグ部族連合で宗教階級を形成している。
- ケル・フェルワン (またはケル・フェルワネ) アイル山地南方に居住するが、元来は14世紀に移住してきた人々である。1979年時点で6,000人。

植民地時代の時点では、ケル・アイルがこれらの集団のほとんどを含む大連合を引率しており、アイル山地中央のケル・オウェイやケル・タマト にも勢力を伸長させていた

### 他
- Bernus E. 1981. Touareg nigériens: Unité culturelle et diversité régionale d'un peuple pasteur. ORSTOM, Paris. This is the source of the 55,000 population figure.
- カール・ゴットフリード・プラッセ. The Tuaregs:  The Blue People.    Copenhagen: Museum Tusculanum Press, 1995. ISBN 978-87-7289-313-6.